# Baldur's Gate (серія відеоігор)
Baldur's Gate (укр. Брама Балдура) — це серія рольових відеоігор, дія яких відбувається в рамках кампанії Forgotten Realms у ігровому всесвіті Dungeons & Dragons. Гра породила дві серії, відомі як Bhaalspawn Saga і Dark Alliance, обидві здебільшого відбуваються в Забутих Королівствах, але Bhaalspawn Saga поширюється на Амн і Тетир. Серія Dark Alliance була випущена для консолей і мала успіх як серед критиків, так і комерційно. Bhaalspawn Saga була схвалена критиками за вдале використання механіки боїв у реальному часі з активною паузою, що, як вважаться, відродило жанр комп’ютерних рольових ігор (CRPG).

## Ігри
| Назва                                   | Дата виходу       | Платформи                                                                                     | Примітки |
| --------------------------------------- | ----------------- | --------------------------------------------------------------------------------------------- | --- |
| Baldur's Gate                           | 21 грудня 1998    | Windows, Classic Mac OS                                                                       | Оригінальна гра серії, розроблена BioWare |
| Baldur's Gate: Tales of the Sword Coast | 30 квітня 1999    | Windows, Classic Mac OS                                                                       | Сюжетне доповнення для Baldur's Gate розроблене BioWare |
| Baldur's Gate II: Shadows of Amn        | 21 вересня 2000   | Windows, Classic Mac OS                                                                       | Прямий сиквел оригіналу з можливістю переносу вже створеного протагоніста з оригінальної гри або її доповнення, розроблений BioWare                                                                                     |
| Baldur's Gate II: Throne of Bhaal       | 22 червня 2001    | Windows, Classic Mac OS                                                                       | Сюжетне доповнення для Baldur's Gate II розроблене BioWare |
| Baldur's Gate: Dark Alliance            | 4 грудня 2001     | PS2, Xbox, GameCube, GBA, Windows, Mac OS, Linux, PS4, PS5, Xbox One, Xbox Series X/S, Switch | Спіноф від студії Snowblind Studios |
| Baldur's Gate: Dark Alliance II         | 20 січня 2004     | PS2, Xbox, Windows, Mac OS, Linux, PS4, PS5, Xbox One, Xbox Series X/S, Switch                | Спіноф від студії Black Isle Studios |
| Baldur's Gate: Enhanced Edition         | 28 листопада 2012 | Windows, Mac OS, Linux, PS4, Xbox One, Switch, Android, iOS                                   | Ремейк Baldur's Gate (1998) від студії Overhaul Games |
| Baldur's Gate II: Enhanced Edition      | 15 листопада 2013 | Windows, Mac OS, Linux, PS4, Xbox One, Switch, Android, iOS                                   | Ремейк Baldur's Gate II (2000) від студії Overhaul Games |
| Baldur's Gate: Siege of Dragonspear     | 31 березня 2016   | Windows, Mac OS, Linux, PS4, Xbox One, Switch, Android, iOS                                   | Сюжетне доповнення до Baldur's Gate: Enhanced Edition від студії Beamdog; служить зв'язуючою ланкою між подіями Baldur's Gate і Baldur's Gate II, хоча розроблене майже через 18 років після випуску вищезазначних ігор |
| Dungeons & Dragons: Dark Alliance       | 22 червня 2021    | Windows, PS4, PS5, Xbox One, Xbox Series X/S                                                  | Розроблено Tuque Games під видавництвом Wizards of the Coast |
| Baldur's Gate III                       | 3 серпня 2023     | Windows, Mac OS, PS5, Xbox Series, GeForce Now                                                | Третя гра в основній серії тайтлу після Baldur's Gate і Baldur's Gate II від Larian Studios |